# Касели (Казерта)
Касели је насеље у Италији у округу Казерта, региону Кампанија.
Према процени из 2011. у насељу је живело 47 становника. Насеље се налази на надморској висини од 172 м.